# Mouchnice
Mouchnice là một làng thuộc huyện Hodonín, vùng Jihomoravský, Cộng hòa Séc.

## Tham khảo

Mouchnice Panorama (2009)